# La perfecta casada

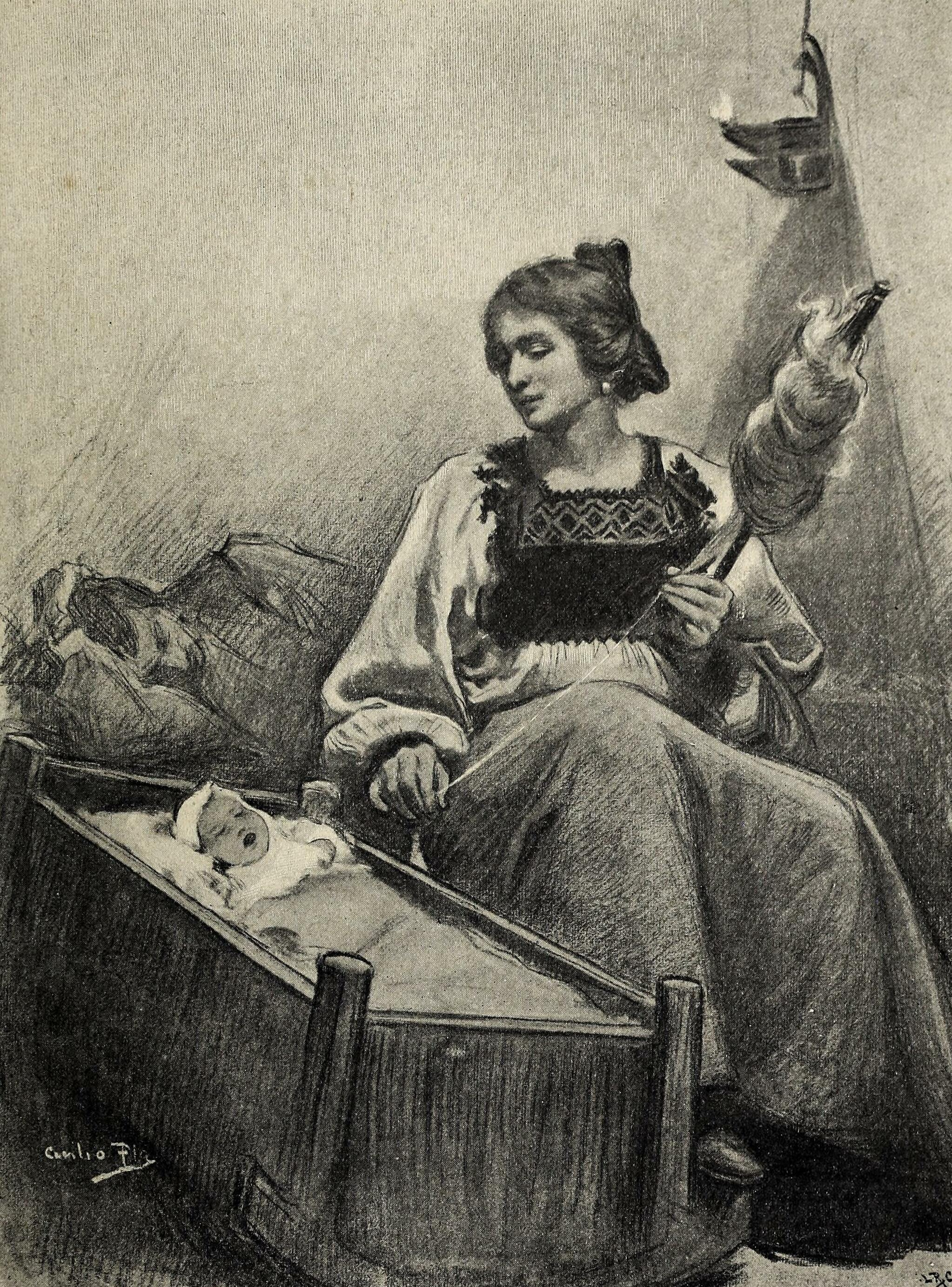
Ilustración de Cecilio Pla para la revista Blanco y Negro (1898) dedicada a La perfecta casada, correspondiente a una serie de dibujos del artista en dicha revista titulada «Creaciones femeninas».

La perfecta casada es una obra literaria de fray Luis de León, publicada por primera vez en 1583.

## Descripción
Esta obra de fray Luis de León fue publicada por primera vez en 1583 y constituye un tratado sobre la conducta ideal de una mujer. Tuvo notable éxito y un gran número de reediciones, en las primeras de las cuales era acompañada por la obra De los nombres de Cristo. Descrita como «una de las obras moralistas que más ha influido en el imaginario femenino español desde el renacimiento hasta nuestros días»,era un librito habitual de encontrar en el pasado en los hogares españoles. Nicomedes Martín Mateos aprecia en la obra un «estilo castizo, propio, juicioso y elegante».